# Génération de 50

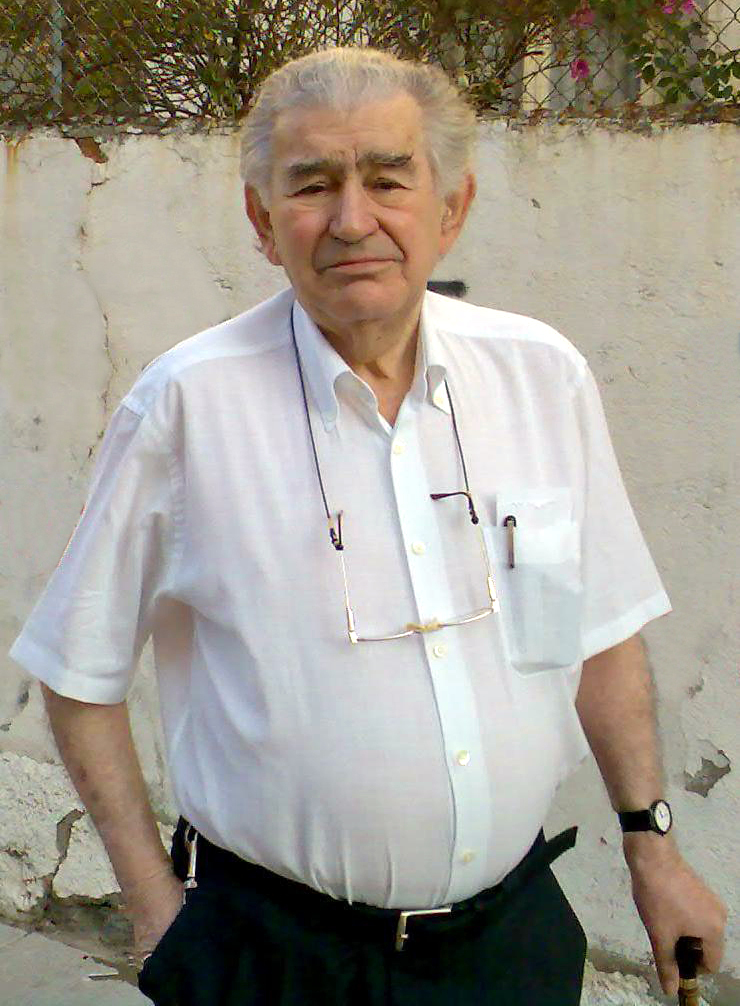
Antonio Gamoneda (ici en 2011), poète de la « Génération de 50 » et lauréat du prix Cervantes.

Génération de 50, en espagnol : Generación del 50, et également appelée « del medio siglo » — de la moitié du siècle — ou « de los niños de la guerra » — des enfants de la guerre —, est la dénomination attribuée, dans l'histoire de la littérature espagnole, à la génération littéraire des écrivains nés aux alentours des années 1920 et qui publiaient dans les années 1950, une fois la guerre civile espagnole terminée, et qui sont alors considérés comme les « enfants » de celle-ci.

## Histoire et définition
La « génération de 50 » se manifesta surtout au travers de la poésie, qui, à partir du réalisme social de la critique des aspects les plus sordides de la vie politique et sociale de l'Espagne après la guerre civile (et donc pendant la dictature de Franco), accentuait le caractère d'expérience sentimentale de la poésie et revendiquait pleinement son aspect esthétique : une nouvelle lyrique, la préoccupation pour le langage, ainsi que sa condition d'art de l'humain, en incluant des réflexions métaphysiques et philosophiques avaient élevé la poésie contemporaine à une littérature de grande qualité. C'est en ces caractéristiques que ces écrivains ne suivent pas la ligne académique. Ils sont liés par leur condition d'« intimiste », héritage de poètes tels que Gustavo Adolfo Bécquer et de la plupart des poètes de la génération de 27 comme Luis Cernuda et surtout Antonio Machado, comme ici :
« [...]

Pero ha pasado el tiempo

y la verdad desagradable asoma:

envejecer, morir,

es el único argumento de la obra. »
— Jaime Gil de Biedma, No volveré a ser joven

« [...]
Mais le temps est passé par là
et la désagréable vérité se révèle :
vieillir, mourir,
c'est le seul thème de la pièce. »
— No volveré a ser joven
La ligne revendicatrice de leur poésie sociale, étaient elle inspirée par celle de la génération de 98, même s'ils évitaient le registre familier et le prosaïsme caractéristiques de cette génération. Dans la deuxième étape de cette époque, les romanciers considèrent que leur rôle d'écrivain les oblige à dénoncer la misère et l'injustice sociales.
Cette époque coïncide avec une certaine ouverture du régime franquiste et avec la traduction pour la première fois de beaucoup d'œuvres d'auteurs étrangers comme T. S. Eliot ou Paul Celan (et à laquelle les propres membres de la génération de 50 participent en traduisant ou en éditant, comme c'est le cas de Carlos Barral). La plupart de ces auteurs se regroupent en cercles d'amis dans les villes de Madrid ou Barcelone.

## Auteurs de la génération de 50

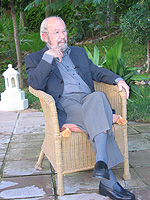
José Manuel Caballero Bonald, poète de la « Génération de 50 » et lauréat du prix Cervantes.

Les plus illustres membres de cette génération furent Carlos Barral, José Manuel Caballero Bonald, Jaime Gil de Biedma, Ángel González, Rafael Sánchez Ferlosio et José Hierro (bien que certains auteurs le situent plutôt dans une époque antérieure, tandis que d'autres voient en lui le précurseur).
Parmi les plus importants, figurent également Ignacio Aldecoa, Luis López Álvarez (es), Eladio Cabañero (es), Alfonso Costafreda (es), Jesús Fernández Santos, Medardo Fraile (es), Antonio Gamoneda, Juan García Hortelano, José Agustín et Juan Goytisolo, Alfonso Grosso (es), Rafael Guillén (es), Jesús López Pacheco (es), Juan Marsé, Carmen Martín Gaite, Ana María Matute, Claudio Rodríguez (es), Carlos Sahagún (es), Alfonso Sastre, Daniel Sueiro (es), José Ángel Valente ou Francisco Pastor (es) (Voir la liste complète dans l'ouvrage de Santos Sanz Villanueva, Historia de la literatura española. El siglo XX. Literatura actual).
Comme l'affirme Shirley Mangini dans Rojos y rebeldes, « l'origine du groupe barcelonais vient de l'activité autour de la revue Laye... Carlos Barral, Castellet, les frères Ferrater, Gil de Biedma, Alfonso Costafreda, Luis et José Agustín Goytisolo... bien qu'ils provenaient tous de familles franquistes, ils eurent une formation culturelle plus européiste que ceux de Madrid... Les madrilènes — la plupart desquels venaient d'autres provinces — incluaient Juan García Hortelano, José Manuel Caballero Bonald, Armando López Salinas (es), Daniel Sueiro, Jesús López Pacheco, Antonio Ferres (es), Alfonso Sastre, Carmen Martín Gaite, Alfonso Grosso et Ángel González. »
Enfin, Juan Manuel Romero explique dans la revue Mercurio que la liste des écrivains qu'élabora Juan García Hortelano dans son anthologie de 1978 se révèle être assez courte du fait du très grand nombre de poètes de qualité. Le poète Vicente Gallego revendiquait en 2006 dans sa sélection personnelle El 50 del 50 les auteurs Ricardo Defarges, Luis Feria (es), Manuel Padorno (es) et Fernando Quiñones (es). Par ailleurs, les poètes sévillans les plus remarquables de cette génération furent Aquilino Duque (es) et Julia Uceda (es). Et enfin le recueil complet de la poésie de Manuel Mantero intitulé Como llama en el diamante.